# Домінув (Свідницький повіт)
Домінув (пол. Dominów) — село в Польщі, у гміні Мелґев Свідницького повіту Люблінського воєводства.
Населення — 707 осіб (2011).

## Демографія
Демографічна структура станом на 31 березня 2011 року:
|          | Загалом | Допрацездатний вік | Працездатний вік | Постпрацездатний вік |
| -------- | ------- | ------------------ | ---------------- | -------------------- |
| Чоловіки | 353     | 85                 | 233              | 35                   |
| Жінки    | 354     | 67                 | 204              | 83                   |
| Разом    | 707     | 152                | 437              | 118                  |